# Јене Винце
Јене Винце (мађ. Vincze Jenő; Вршац, 20. новембар 1908 — 20. новембар 1988) био је мађарски фудбалер и легенда Ујпешта, најпознатији по игрању за репрезентацију Мађарске у финалу Светског првенства 1938.
Винце је почео да игра фудбал за тимове из Дебрецина. Постао је професионалац 1927. у Бочкају и био је најбољи стрелац прве мађарске лиге у сезони 1930–31, а прешао је у Ујпешт у децембру 1934. Каријеру је завршио у Ујпешту 1944. године.
Сматран је једним од најбољих мађарских нападача 1930-их, са 25 утакмица за национални тим играњем на светским првенствима 1934. и 1938. године.
По завршетку каријере постао је успешан тренер.